# Mitsubishi A7M Reppuu
Истребитель Ураган (Рэппу) ВМС Императорской Японии  (яп. 「烈風」艦上戦闘機/三菱A7M «Рэппу» кандзё: сэнто:ки/Мицубиси Эй-Нана-Эму) (Корабельный истребитель ВМС Ураган/A7M конструкции Мицубиси) — опытный истребитель корабельного базирования ВМС Императорской Японии заключительного периода Второй мировой войны. Разрабатывался авиационным КБ «Мицубиси» с 1942 г. в качестве замены И-0, до конца войны построены 10 опытных ед. Условное обозначение союзников — «Сэм».

## Модификации

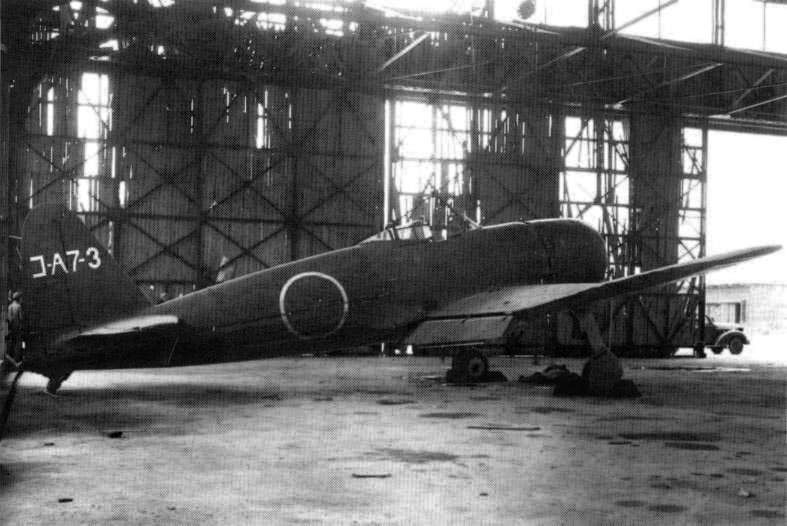
Ураган в ангаре авиаКБ №1 ВМС (1945 г.)

- Опытная пара ТТЗ № 17 (2 ед.) с Накадзима-Слава
- Первая модификация (8 ед.) с Мицубиси-MK9A и пушечным вооружением

#### Проекты
- Вторая береговая модификация
- Ураган-М с турбированным Д-43

## Характеристики
| Модификации                                     |                                         |                            |                       |                                             |
|                                                 | ТТЗ № 17 (A7M1)                         | Ураган (A7M2)              | Ураган-2 (A7M3)       | Ураган-М (A7M4)                             |
| Характеристики                                  |                                         |                            |                       |                                             |
| Технические                                     |                                         |                            |                       |                                             |
| Экипаж                                          | 1 чел.                                  | 1 чел.                     | 1 чел.                | 1 чел.                                      |
| Длина                                           | 11 м                                    | 11 м                       | 11 м                  | 12 м                                        |
| Высота                                          | 4,3 м                                   | 4,3 м                      | 4,3 м                 | 4,3 м                                       |
| Размах (площадь) крыла                          | 14 м (31 м²)                            | 14 м (31 м²)               | 14 м (31 м²)          | 14 м (31,3 м²)                              |
| Нагрузка на крыло                               | 143 кг/м²                               | 153 кг/м²                  | 163 кг/м²             | 183 кг/м²                                   |
| Масса пустого (полная)                          | 3,1 т (4,4 т)                           | 3,2 т (4,7 т)              | 3,4 т (5 т)           | 4 т (5,7 т)                                 |
| Силовая установка (мощность)                    | Слава-2 (2 тыс. л. с.)                  | MK9A (2,2 тыс. л. с.)      | MK9C (2,3 тыс. л. с.) | Д-43-Ру (2,2 тыс. л. с.)                    |
| Лётные                                          |                                         |                            |                       |                                             |
| Скорость максимальная (крейсерская) (на высоте) | 574 км/ч (6 км)                         | 620 км/ч (417 км/ч) (6 км) | 640 км/ч (9 км)       | 650 км/ч (10 км)                            |
| Время набора                                    | 10 м.                                   | 6 м.                       | 13 м.                 | 15 м.                                       |
| Потолок                                         | н/д                                     | 11 км                      | 11,3 км               | 11,5 км                                     |
| Дальность                                       | 2300 км                                 | 2000 км                    | н/д                   | н/д                                         |
| Вооружение                                      |                                         |                            |                       |                                             |
| Стрелковое                                      | синхр. 2 ед. АП-99 крыльевое 2 ед. АП-3 | крыльевое 4 ед. АП-99      | крыльевое 6 ед. АП-99 | крыльевое 2 ед. АП-5 в гаргроте 2 ед. «АП-5 |
| Подвесное                                       | пара ОФАБ-250                           | пара ОФАБ-250              | пара ОФАБ-250         | пара ОФАБ-250                               |